# Jankovec
Jankovec (makedonska: Јанковец) är en ort i Nordmakedonien. Den ligger i kommunen Resen, i den sydvästra delen av landet, 100 kilometer söder om huvudstaden Skopje. Jankovec ligger 905 meter över havet och antalet invånare är 1 291.